# Finlandia Trophy
Finlandia Trophy è una competizione di livello senior nel pattinaggio di figura che si svolge regolarmente dal 1995 e nell'ambito dell'ISU Challenger Series dalla stagione 2014-2015. Si svolge nell'area metropolitana di Helsinki. Le medaglie vengono assegnate in cinque discipline: singolo maschile, singolo femminile, coppie, danza su ghiaccio e pattinaggio sincronizzato.

## Albo d'oro
CS: ISU Challenger Series

### Singolo maschile
| Anno    | Oro                                    | Argento                                | Bronzo                                 |
| 1995    | Igor' Paškevič                         | Il'ja Kulik                            |                                        |
| 1996    | Shepherd Clark                         | Szabolcs Vidrai                        | Anthony Liu                            |
| 1997    | Aleksej Jagudin                        | Oleg Tataurov                          | Evgenij Pljuščenko                     |
| 1998    | Dmytro Dmytrenko                       | Anthony Liu                            | Damon Allen                            |
| 1999    | Roman Serov                            | Aleksej Vasilevskij                    | Jeff Langdon                           |
| 2000    | Evgenij Pljuščenko                     | Li Yunfei                              | Stanick Jeannette                      |
| 2001    | Il'ja Klimkin                          | Roman Serov                            | Gheorghe Chiper                        |
| 2002    | Andrejs Vlascenko                      | Gheorghe Chiper                        | Il'ja Klimkin                          |
| 2003    | Gheorghe Chiper                        | Johnny Weir                            | Kristoffer Berntsson                   |
| 2004    | Frédéric Dambier                       | Roman Serov                            | Marc-André Craig                       |
| 2006    | Jeremy Abbott                          | Aleksandr Uspenskij                    | Sergej Dobrin                          |
| 2007    | Tomáš Verner                           | Parker Pennington                      | Kevin van der Perren                   |
| 2008    | Takahito Mura                          | Shaun Rogers                           | Sergej Voronov                         |
| 2009    | Daisuke Takahashi                      | Sergej Voronov                         | Stephen Carriere                       |
| 2010    | Artur Gačinskij                        | Kristoffer Berntsson                   | Samuel Contesti                        |
| 2011    | Takahito Mura                          | Douglas Razzano                        | Maciej Cieplucha                       |
| 2012    | Yuzuru Hanyū                           | Richard Dornbush                       | Javier Fernández                       |
| 2013    | Yuzuru Hanyū                           | Sergej Voronov                         | Artur Gačinskij                        |
| 2014 CS | Sergej Voronov                         | Adam Rippon                            | Alexander Petrov                       |
| 2015 CS | Konstantin Menšov                      | Adam Rippon                            | Sergej Voronov                         |
| 2016 CS | Nathan Chen                            | Patrick Chan                           | Maksim Kovtun                          |
| 2017 CS | Jin Boyang                             | Vincent Zhou                           | Adam Rippon                            |
| 2018 CS | Michail Koljada                        | Cha Jun-hwan                           | Moris Qvitelashvili                    |
| 2019 CS | Shōma Uno                              | Sōta Yamamoto                          | Roman Sadovsky                         |
| 2020 CS | Evento cancellato a causa del COVID-19 | Evento cancellato a causa del COVID-19 | Evento cancellato a causa del COVID-19 |
| 2021 CS | Jason Brown                            | Michail Koljada                        | Dmitri Aliev                           |
| 2022 CS | Cha Jun-hwan                           | Moris Qvitelashvili                    | Andreas Nordebäck                      |
| 2023 CS | Kao Miura                              | Shun Satō                              | Aleksandr Selevko                      |

### Singolo femminile
| Anno    | Oro                                    | Argento                                | Bronzo                                 |
| 1995    | Elena Ivanova                          | Zuzanna Szwed                          | Elena Sokolova                         |
| 1996    | Marija Butyrskaja                      | Julija Vorob'ëva                       | Elena Sokolova                         |
| 1997    | Irina Sluckaja                         | Julia Lautowa                          | Krisztina Czakó                        |
| 1998    | Elena Sokolova                         | Viktorija Volčkova                     | Julija Lavrenčuk                       |
| 1999    | Elena Sokolova                         | Olena Ljašenko                         | Laetitia Hubert                        |
| 2000    | Elena Sokolova                         | Olena Ljašenko                         | Laetitia Hubert                        |
| 2001    | Sasha Cohen                            | Alisa Drei                             | Viktorija Volčkova                     |
| 2002    | Susanna Pöykiö                         | Tat'jana Basova                        | Alisa Drei                             |
| 2003    | Susanna Pöykiö                         | Alisa Drei                             | Miriam Manzano                         |
| 2004    | Susanna Pöykiö                         | Alisa Drei                             | Elina Kettunen                         |
| 2006    | Kiira Korpi                            | Susanna Pöykiö                         | Júlia Sebestyén                        |
| 2007    | Jenni Vähämaa                          | Susanna Pöykiö                         | Carolina Kostner                       |
| 2008    | Akiko Suzuki                           | Laura Lepistö                          | Sarah Meier                            |
| 2009    | Alëna Leonova                          | Laura Lepistö                          | Kiira Korpi                            |
| 2010    | Akiko Suzuki                           | Kiira Korpi                            | Alëna Leonova                          |
| 2011    | Sof'ja Birjukova                       | Jelena Glebova                         | Alisa Mikonsaari                       |
| 2012    | Julija Lipnickaja                      | Kiira Korpi                            | Mirai Nagasu                           |
| 2013    | Julija Lipnickaja                      | Akiko Suzuki                           | Elizaveta Tuktamyševa                  |
| 2014 CS | Elizaveta Tuktamyševa                  | Samantha Cesario                       | Rika Hongō                             |
| 2015 CS | Rika Hongō                             | Julija Lipnickaja                      | Joshi Helgesson                        |
| 2016 CS | Kaetlyn Osmond                         | Mao Asada                              | Anna Pogorilaja                        |
| 2017 CS | Marija Sotskova                        | Carolina Kostner                       | Elizaveta Tuktamyševa                  |
| 2018 CS | Elizaveta Tuktamyševa                  | Elizabet Tursynbaeva                   | Viveca Lindfors                        |
| 2019 CS | Alëna Kostornaja                       | Elizaveta Tuktamyševa                  | Yuhana Yokoi                           |
| 2020 CS | Evento cancellato a causa del COVID-19 | Evento cancellato a causa del COVID-19 | Evento cancellato a causa del COVID-19 |
| 2021 CS | Kamila Valieva                         | Elizaveta Tuktamyševa                  | Alëna Kostornaja                       |
| 2022 CS | Kim Ye-lim                             | Kim Chae-yeon                          | Anastasija Gubanova                    |
| 2023 CS | Kim Ye-lim                             | Rinka Watanabe                         | Anastasija Gubanova                    |

### Coppie
| Anno    | Oro                                      | Argento                                 | Bronzo                                  |
| 2002    | Tetjana Čuvaeva / Dmytro Palamarčuk      | Viktorija Borzenkova / Andrej Čuvilaev  | Marcy Hinzmann / Steve Hartsell         |
| 2003    | Utako Wakamatsu / Jean-Sébastien Fecteau | Pascale Bergeron / Robert Davison       | Marcy Hinzmann / Steve Hartsell         |
| 2007    | Marija Muchortova / Maksim Tran'kov      | Andrea Best / Trevor Young              | Mari Vartmann / Florian Just            |
| 2016 CS | Meagan Duhamel / Eric Radford            | Kristina Astachova / Aleksej Rogonov    | Mari Vartmann / Florian Just            |
| 2017 CS | Cheng Peng / Yang Jin                    | Nicole Della Monica / Matteo Guarise    | Ksenija Stolbova/ Fëdor Klimov          |
| 2018 CS | Evgenija Tarasova / Vladimir Morozov     | Kristen Moore-Towers / Michael Marinaro | Aleksandra Bojkova/ Dmitrij Kozlovskij  |
| 2019 CS | Anastasija Mišina / Aleksandr Galljamov  | Alisa Efimova / Alexander Korovin       | Liubov Ilyushechkina / Charlie Bilodeau |
| 2020 CS | Evento cancellato a causa del COVID-19   | Evento cancellato a causa del COVID-19  | Evento cancellato a causa del COVID-19  |
| 2021 CS | Anastasija Mišina / Aleksandr Galljamov  | Evgenija Tarasova / Vladimir Morozov    | Ashley Cain-Gribble / Timothy LeDuc     |
| 2022 CS | Annika Hoke / Robert Kunkel              | Alisa Efimova / Ruben Blommaert         | Brooke McIntosh / Benjamin Mimar        |
| 2023 CS | Ellie Kam / Danny O'Shea                 | Rebecca Ghilardi / Filippo Ambrosini    | Maria Pavlova / Alexei Sviatchenko      |

### Danza su ghiaccio
| Anno    | Oro                                          | Argento                                  | Bronzo                                       |
| 1995    | Sylwia Nowak / Sebastian Kolasiński          |                                          |                                              |
| 1996    | Anna Semenovič / Vladimir Fëdorov            | Ekaterina Svirina / Vladimir Leljuch     | Iwona Filipowicz / Michal Szumski            |
| 1997    | Anna Semenovič / Vladimir Fëdorov            | Ekaterina Davydova / Roman Kostomarov    | Iwona Filipowicz / Michal Szumski            |
| 1998    | Albena Denkova / Maksim Staviski             | Oksana Potdykova / Denis Petuchov        | Angelika Führing / Bruno Ellinger            |
| 1999    | Albena Denkova / Maksim Staviski             | Federica Faiella / Luciano Milo          | Oksana Potdykova / Denis Petuchov            |
| 2000    | Albena Denkova / Maksim Staviski             | Natal'ja Romanjuta / Daniil Barancev     | Marika Humphreys / Vitaliy Baranov           |
| 2001    | Albena Denkova / Maksim Staviski             | Marika Humphreys / Vitaliy Baranov       | Chantal Lefebvre / Justin Lanning            |
| 2003    | Albena Denkova / Maksim Staviski             | Oksana Domnina / Maksim Šabalin          | Pamela O'Connor / Jonathon O'Dougherty       |
| 2008    | Sinead Kerr / John Kerr                      | Anastasija Platonova / Aleksandr Gračëv  | Kristina Gorškova / Vitalij Butikov          |
| 2009    | Sinead Kerr / John Kerr                      | Anastasija Platonova / Aleksandr Gračëv  | Alla Beknazarova / Vladimir Zuev             |
| 2010    | Nathalie Péchalat / Fabian Bourzat           | Nóra Hoffmann / Maxim Zavozin            | Kristina Gorškova / Vitalij Butikov          |
| 2011    | Tessa Virtue / Scott Moir                    | Maia Shibutani / Alex Shibutani          | Madison Chock / Evan Bates                   |
| 2012    | Ekaterina Bobrova / Dmitrij Solov'ëv         | Anna Cappellini / Luca Lanotte           | Madison Hubbell / Zachary Donohue            |
| 2013    | Tessa Virtue / Scott Moir                    | Madison Chock / Evan Bates               | Justyna Plutowska / Peter Gerber             |
| 2014 CS | Aleksandra Stepanova / Ivan Bukin            | Nelli Zhiganshina / Alexander Gazsi      | Anastasia Cannuscio / Colin McManus          |
| 2015 CS | Kaitlyn Weaver / Andrew Poje                 | Isabella Tobias / Il'ja Tkačenko         | Laurence Fournier Beaudry / Nikolaj Sørensen |
| 2016 CS | Aleksandra Stepanova / Ivan Bukin            | Madison Hubbell / Zachary Donohue        | Tiffany Zahorski / Jonathan Guerreiro        |
| 2017 CS | Gabriella Papadakis/ Guillaume Cizeron       | Aleksandra Stepanova / Ivan Bukin        | Laurence Fournier Beaudry / Nikolaj Sorensen |
| 2018 CS | Aleksandra Stepanova / Ivan Bukin            | Olivia Smart / Adrian Diaz               | Marie-Jade Lauriault / Romain Le Gac         |
| 2019 CS | Madison Chock / Evan Bates                   | Wang Shiyue / Liu Xinyu                  | Betina Popova / Sergei Mozgov                |
| 2020 CS | Evento cancellato a causa del COVID-19       | Evento cancellato a causa del COVID-19   | Evento cancellato a causa del COVID-19       |
| 2021 CS | Gabriella Papadakis / Guillaume Cizeron      | Madison Chock / Evan Bates               | Lilah Fear / Lewis Gibson                    |
| 2022 CS | Laurence Fournier Beaudry / Nikolaj Sørensen | Kaitlin Hawayek / Jean-Luc Baker         | Juulia Turkkila / Matthias Versluis          |
| 2023 CS | Juulia Turkkila / Matthias Versluis          | Christina Carreira / Anthony Ponomarenko | Laurence Fournier Beaudry / Nikolaj Sørensen |

### Pattinaggio sincronizzato
| Anno | Oro               | Argento           | Bronzo            |
| 2012 | Team Unique       | Rockettes         | Paradise          |
| 2013 | Team Unique       | Paradise          | Marigold IceUnity |
| 2014 | Marigold IceUnity | Paradise          | Team Unique       |
| 2015 | Rockettes         | Paradise          | Marigold IceUnity |
| 2016 | Paradise          | Marigold IceUnity | Team Unique       |
| 2017 | Rockettes         | Paradise          | Marigold IceUnity |
| 2018 | Marigold IceUnity | Paradise          | Team Unique       |
| 2019 | Paradise          | Rockettes         | Team Unique       |